# Coulans-sur-Gée
Coulans-sur-Gée är en kommun i departementet Sarthe i regionen Pays de la Loire i nordvästra Frankrike. Kommunen ligger i kantonen Loué som tillhör arrondissementet La Flèche. År 2022 hade Coulans-sur-Gée 1 619 invånare.

## Befolkningsutveckling
Antalet invånare i kommunen Coulans-sur-Gée
| Referens: INSEE |